# Fylla's rog
Fylla's rog (Rajella fyllae) is een vissensoort uit de familie van de Rajidae. De wetenschappelijke naam van de soort werd als Raja fyllae in 1887 gepubliceerd door Christian Frederik Lütken.